# Тезаурус
Тезàурус (от гръцки θησαυρός – „съкровище“) в съвременната лингвистика е особен вид речник с обща или специална лексика, в който се посочват семантични отношения (синоними, антоними, пароними, хипоними, хипероними и т.н.) между лексикалните единици. По този начин тезаурусът, особено в електронен формат, е ефикасен инструмент за описание на отделните тематични области.
За разлика от тълковния речник, тезаурусът позволява да се поясни смисълът не само с помощта на определение, но и чрез съотнасяне на думата с други понятия и техни групи, благодарение на което може да се използва в системите за изкуствен интелект.
В миналото с термина тезаурус са се означавали предимно речници, представящи лексиката на езика с максимална пълнота и с примери за нейната употреба в писмената реч.
Първият тезаурус е съставен през 1805 г. от британския лексикограф Питър Роже, но е публикуван едва през 1852 г. под името „Тезаурус на думите и фразите в английския език“.